# Hal Rockland
Hal Rockland là cựu diễn viên nam khiêu dâm người Mỹ (sao khiêu dâm) từng xuất hiện trong nhiều bộ phim khiêu dâm đồng tính nam.
Hal Rockland sinh ngày 11 tháng 02 năm 1975 tại Darmstadt, Germany. Anh lớn lên trong 1 gia đình theo đạo, cha anh làm việc trong tổ chức tầm nhìn thế giới, một tổ chức cứu trợ Thiên chúa giáo.
Trước khi gia nhập ngành công nghiệp khiêu dâm, anh là một vận động viên thể hình tự do, dễ thương, có một cơ thể đẹp, và một dương vật 23 cm. Hal Rockland có hai người anh trai và anh gia nhập ngành công nghiệp khiêu dâm đồng tính nam sau bước chân của người anh trai thứ hai Vince Rockland. Còn người anh trai cả, Shane Rockland gia nhập ngành công nghiệp này sau cùng. Tất cả ba anh em cùng xuất hiện trong một bộ phim mang tựa đề Ba Anh Em Trai. Vào năm 1994, anh giành giải "Best Newcomer" tại Adult Erotic Gay Video Awards trong phim  Flashpoint của hãng Falcon Studios.
Sau bộ phim Ba Anh Em Trai, anh đã quyết định từ bỏ ngành công nghiệp khiêu dâm đồng tính. Hiên nay anh đã lập gia đình, có hai con và đang sống ở Colorado.

## Một số bộ phim
- The Backroom, Falcon Studios Video Pac 96, 1995
- By Invitation Only, Falcon Studios Video Pac 94, 1994
- Flashpoint: Hot as Hell Falcon Studios Video Pac 95, 1994
- The Other Side of Aspen III: Snowbound, Falcon Studios Video Pac 99, 1995
- The Other Side of Aspen IV: The Rescue Falcon Studios Video Pac 100, 1995
- The Renegade Falcon Studios Video Pac 101, 1995